# Râul Valea Groșilor, Someș
Râul Valea Groșilor este un curs de apă, afluent al râului Someș. 

## Hărți
- Harta județului Cluj